# Salticus aiderensis
Salticus aiderensis là một loài nhện trong họ Salticidae.
Loài này thuộc chi Salticus. Salticus aiderensis được Dmitri Viktorovich Logunov & Rakov miêu tả năm 1998.